# Ruhm (film)
Pour plus de détails, voir Fiche technique et Distribution.
Ruhm (en français, Gloire) est un film allemand réalisé par Isabel Kleefeld (de), sorti en 2012.
Il s'agit d'une adaptation du roman de Daniel Kehlmann.

## Synopsis
Joachim Ebling, ingénieur en électronique, achète un téléphone portable et reçoit d'étranges appels pour quelqu'un d'autre. Après quelques hésitations, il se fait passer pour cette personne.
La star du cinéma Ralf Tanner, du jour au lendemain, ne reçoit plus d'appel, comme si tout le monde l'ignorait. Il saisit l'occasion d'échapper à sa notoriété.
Rosalie, malade en phase terminale, se confie à une association faisant pratiquer l'euthanasie mais hésite encore à passer à l'acte.
Leo Richter, écrivain connu, fait une tournée en Amérique du sud pour écrire son prochain livre. Il voyage en compagnie de son amie Elisabeth, dont la plus grande hantise est de se retrouver dans l'une de ses histoires, alors que c'est le vœu le plus cher du blogueur Mollwittz.

## Fiche technique
- Titre : Ruhm
- Réalisation : Isabel Kleefeld (de) assisté de Sebastian Fahr-Brix et Tobias Asam
- Scénario : Isabel Kleefeld
- Musique : Annette Focks
- Direction artistique : Andrea Kessler
- Costumes : Sandra Fink, Alexandra Trummer
- Photographie : Rainer Klausmann
- Son : Thomas Szabolcs
- Montage : Andrea Mertens (de)
- Production : Tom Spiess (de), Sönke Wortmann
- Sociétés de production : Little Shark Entertainment (de), Terz Film, Dor Film, hugofilm
- Société de distribution : NFP Marketing & Distribution
- Pays d'origine :  Allemagne
- Langue : allemand
- Format : Couleur - 1,85:1 - Dolby Digital - 35 mm
- Genre : Comédie dramatique
- Durée : 103 minutes
- Dates de sortie :
  -  Allemagne : 22 mars 2012.

## Distribution
- Justus von Dohnányi : Joachim Ebling
- Heino Ferch : Ralf Tanner
- Senta Berger : Rosalie
- Stefan Kurt : Leo Richter
- Julia Koschitz : Elisabeth
- Jella Haase : Rosalie jeune
- Axel Ranisch (de) : Mollwittz
- Thorsten Merten (de) : Klaus Rubinstein
- Gabriela Maria Schmeide : Maria Rubinstein
- Matthias Brandt : Ludwig
- Johanna Gastdorf : Elke Ebling
- Ursula Strauss : Nora
- Peter Bamler (de) : Le chauffeur de taxi

## Production
Ruhm est tourné d'octobre 2010 à avril 2011 à Cologne, Zurich, Buenos Aires, Kiev, en Crimée ainsi que dans les environs de Cancún.
À sa sortie jusqu'à la fin de son exploitation dans les salles fin juin 2012, le film compte 19 000 spectateurs.

## Source de la traduction
- (de) Cet article est partiellement ou en totalité issu de l’article de Wikipédia en allemand intitulé « Ruhm (Film) » (voir la liste des auteurs).